# Залізнякова криниця
Залізнякова криниця — гідрологічна пам'ятка природи місцевого значення.
Об'єкт розташований на території Черкаського району Черкаської області, на південно-східній околиці с. Медведівка, біля автошляху Т 2402.
Площа — 0,2 га, статус отриманий у 2000 році.
Охороняється історичне місце, пов'язане із життям ватажка національно-визвольного повстання українського народу під назвою Коліївщина - Максима Залізняка.

## Галерея

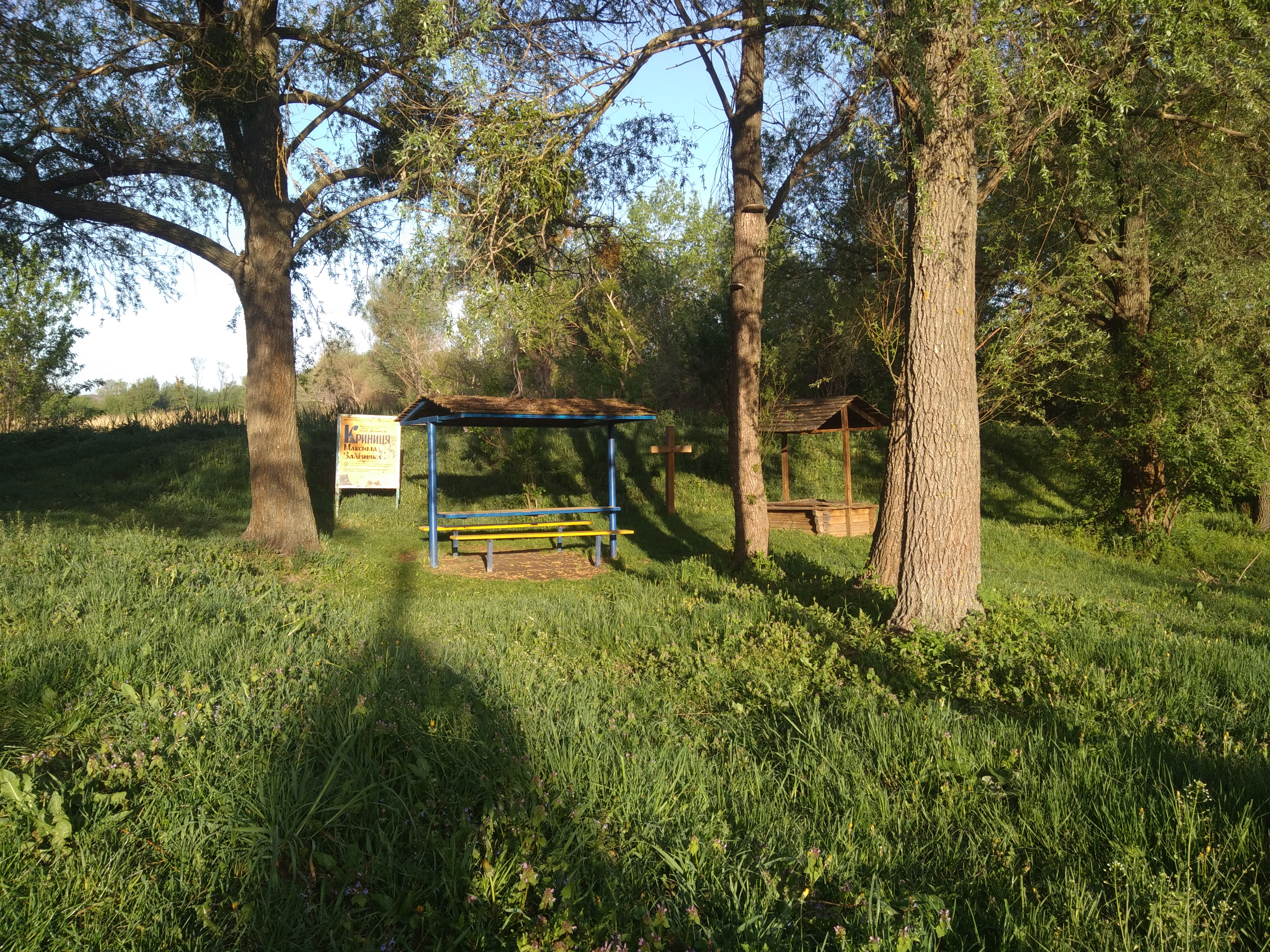
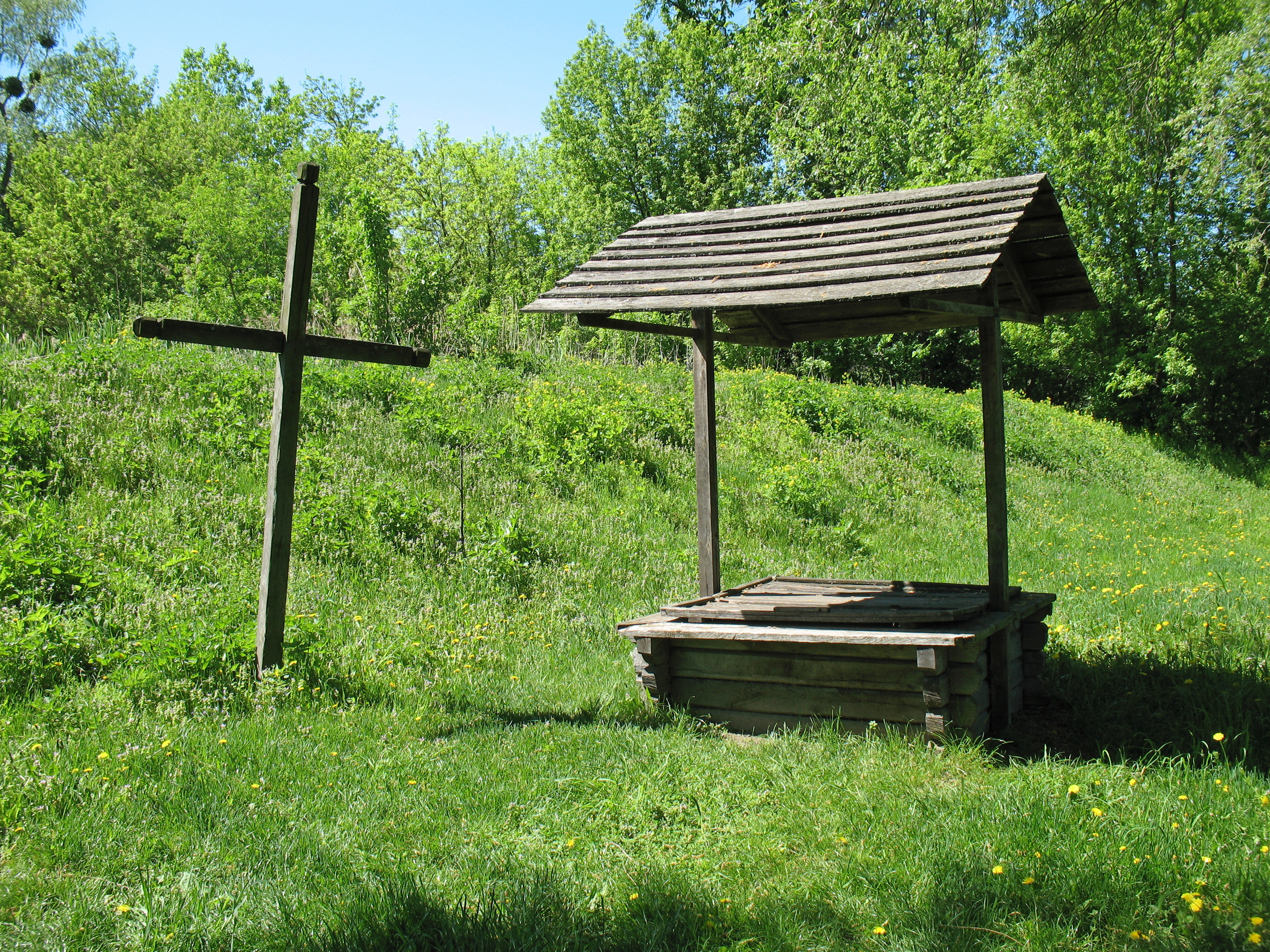